# Stazione di Portogruaro-Caorle

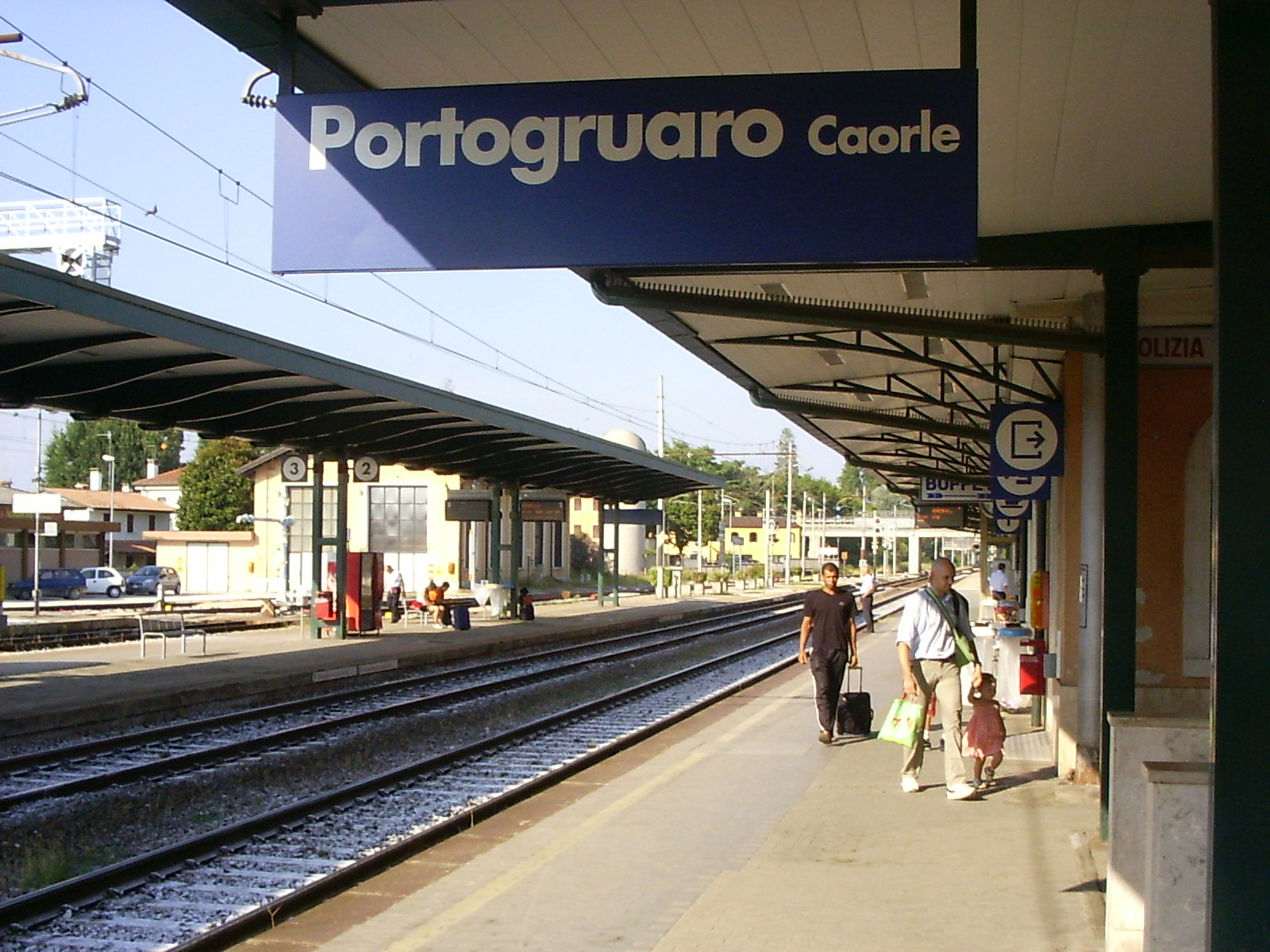

La stazione di Portogruaro-Caorle si trova lungo la linea ferrovia Venezia – Trieste nel comune di Portogruaro e funge da capolinea delle linee per Casarsa e per Treviso.

## Storia
La stazione fu attivata il 17 giugno 1886, quando fu aperto il tratto ferroviario proveniente da Venezia, attraverso San Donà di Piave.
Il 19 agosto 1888 viene collegata a Casarsa e successivamente a San Giorgio di Nogaro il 31 dicembre 1888.
Soltanto 25 anni più tardi, il 30 giugno 1913 la stazione viene collegata a Motta di Livenza, completando così l’intera linea fino a Treviso.

Nel 2011, in contemporanea con la dismissione del raccordo con la ex fabbrica di fosfati adiacente alla stazione, sono stati attivati due binari tronchi posti a sud della stazione, denominati "Metropolitani".

## Strutture e impianti
La stazione è dotata al suo interno di 7 binari passeggeri: il binario 1 per i treni provenienti da Trieste e diretti a Venezia e i collegamenti diretti con Milano, Torino e Roma; il binario 2 per i treni provenienti da Venezia e diretti a Trieste; il binario 3, usato per alcuni treni con capolinea a Portogruaro-Caorle; i binari 4 e 5, entrambi suddivisi in est, per i treni con capolinea a Portogruaro-Caorle e diretti a Trieste e Casarsa, ed ovest, per i treni con capolinea a Portogruaro-Caorle e diretti a Venezia e Treviso. Ad oggi i binari 1 e 2 M (metropolitani) collegano Portogruaro a Venezia per i treni con capolinea Portogruaro.
La stazione serve la città di Portogruaro e la località balneare di Caorle.
Fino al 1960 la stazione era dotata di due cabine, la Cabina A e la Cabina B, ciascuna dotata di un apparato a filo tipo Innocenti a 10 leve. Il segnalamento in origine era ad ali semaforiche sovrapposte, successivamente modificate a candeliere e poi con segnali permanentemente luminosi. La manovra dei deviatoi era a mano, assicurata con fermascambi a chiave.
Questi apparati vennero sostituiti in quell'anno da un Apparato Centrale Elettrico a Itinerari tipo OMS1, ancora con segnalamento luminoso ma con manovra elettrica dei deviatoi, eccetto per i binari secondari e del raccordo.
Nel 1970 venne attivato il raddoppio per la linea per Venezia.
L'ACEI venne sostituito nel 2011 da un più moderno tipo Siliani.
Dal 2015 è attiva la banalizzazione del senso di circolazione lato Venezia (in contemporanea col rinnovo della stazione di San Stino di Livenza).

## Movimento
La stazione è servita da treni regionali e regionali veloci operati da Trenitalia nell'ambito del contratto di servizio stipulato con la Regione Veneto, oltre che da InterCity, Frecciarossa e Italo.

## Servizi
La stazione, che RFI classifica nella categoria silver, dispone dei seguenti servizi:
- Biglietteria a sportello
- Biglietteria automatica
- Sala d'attesa
- Servizi igienici
- Posto di Polizia ferroviaria
- Bar
- Ristorante

## Interscambi
Nel giugno 2013 fu attivata, all'esterno della stazione ferroviaria, un'autostazione per le linee interurbane operate da ATVO, ATAP e Mobilità Di Marca.
- Fermata autobus
- Stazione taxi